# 奥本町
奥本町（おくもとちょう）は、大阪府堺市北区にある地名。2020年4月現在、現行行政地名は奥本町一丁及び奥本町二丁。住居表示は未実施。

## 地理
区の北部に位置する。東は宮本町、南は新堀町、西と北は東浅香山町に接する。西から順に一丁～二丁がある。

## 歴史

### 沿革

#### 奥（1889年 - 1939年）
- 1889年（明治22年） - 大阪府大鳥郡奥村が町村制の施行により、五箇荘村の大字となる。
- 1896年（明治29年） - 郡の統廃合により泉北郡の所属となる。
- 1938年（昭和13年） - 堺市に編入され、「五箇荘村」を冠称する。
- 1939年（昭和14年） - 奥本町と改称する[6]。

#### 奥本町（1939年 - ）
- 1939年（昭和14年） - 堺市五箇荘村大字奥が改称して成立。
- 1965年（昭和40年）から1 - 2丁がある。同年、一部が新堀町1 - 2丁、大豆塚町1 - 2丁、北花田町1 - 4丁、東浅香山町1 - 4丁となり、同時に北花田町、船堂町の各一部を編入[6]。
- 2006年（平成18年）、堺市が政令指定都市に移行し、行政区を設置。奥本町は北区の所属となる。

## 世帯数と人口
2024年（令和6年）3月31日現在の世帯数と人口は以下の通りである。
| 丁         | 世帯数    | 人口    |
| ---------- | --------- | ------- |
| 奥本町一丁 | 922世帯   | 1,793人 |
| 奥本町二丁 | 383世帯   | 797人   |
| 計         | 1,305世帯 | 2,590人 |

### 人口の変遷
国勢調査による人口の推移。
| 1995年（平成7年）  | 2,685人 | [ 7 ]  |  |
| 2000年（平成12年） | 2,784人 | [ 8 ]  |  |
| 2005年（平成17年） | 2,698人 | [ 9 ]  |  |
| 2010年（平成22年） | 2,800人 | [ 10 ] |  |
| 2015年（平成27年） | 2,689人 | [ 11 ] |  |
| 2020年（令和2年）  | 2,658人 | [ 12 ] |  |

### 世帯数の変遷
国勢調査による世帯数の推移。
| 1995年（平成7年）  | 919世帯   | [ 7 ]  |  |
| 2000年（平成12年） | 995世帯   | [ 8 ]  |  |
| 2005年（平成17年） | 1,013世帯 | [ 9 ]  |  |
| 2010年（平成22年） | 1,138世帯 | [ 10 ] |  |
| 2015年（平成27年） | 1,126世帯 | [ 11 ] |  |
| 2020年（令和2年）  | 1,214世帯 | [ 12 ] |  |

## 学区
市立小・中学校に通う場合、学区は以下の通りとなる。
| 丁         | 番地 | 小学校             | 中学校             |
| ---------- | ---- | ------------------ | ------------------ |
| 奥本町一丁 | 全域 | 堺市立五箇荘小学校 | 堺市立五箇荘中学校 |
| 奥本町二丁 | 全域 | 堺市立五箇荘小学校 | 堺市立五箇荘中学校 |

## 事業所
2021年（令和3年）現在の経済センサス調査による事業所数と従業員数は以下の通りである。
| 丁         | 事業所数 | 従業員数 |
| ---------- | -------- | -------- |
| 奥本町一丁 | 47事業所 | 420人    |
| 奥本町二丁 | 28事業所 | 183人    |
| 計         | 75事業所 | 603人    |

## 交通

### バス
- 南海バス[15]
- 9・30系統：浅香山住宅前 - 奥本町

### 道路
- 大阪府道187号大堀堺線

## 施設
- あいこども園北花田
- 永和信用金庫北花田支店
- 田中病院
- キリン堂北花田店
- 曼陀羅寺

## 郵便
- 郵便番号：591-8007[3]（集配局：堺金岡郵便局[16]）。